# Velká cena Itálie silničních motocyklů 2007
Velká cena Itálie se uskutečnila od 1.–3. června, 2007 na okruhu Mugello Circuit.

## Moto GP
Velká cena Itálie uzavřela první třetinu šampionátu a očekávala se fantastická atmosféra podporující hlavně Valentina Rossiho, ale také Marca Melandriho, Lorise Capirossiho a domácí továrnu Ducati.
Posledních 5 let tu nevyhrál nikdo jiný než sedminásobný světový šampión Valentino Rossi. Tuto bilanci měl za úkol zničit vedoucí muž průběžné klasifikace Casey Stoner na Ducati. Ten si zatím vedl více než suverénně a zastiňoval týmového kolegu Lorise Capirossiho. Právě zkušený Ital stanul na stupních vítězů pouze jednou a to v Turecku, na rozdíl od mladého Australana, kterému se to podařilo čtyřikrát.
Snad největším zklamáním byl Nicky Hayden. Úřadující mistr světa ztrácel na Stonera propastných 72 bodů a před závodem v Mugellu mu patřilo až 11. místo v bodování.
Velmi konkurenceschopné se zdály obě Suzuki vítěze z Le Mans Chrise Vermeulena a Johna Hopkinse.
Vermeulen ve Francii vybojoval první vítězství pro Suzuki po osmi letech.

### Kvalifikace
| *                                                 | *                                                 | *                                                 |
| _______1_______ Casey Stoner Ducati 2:00.359      |                                                   |                                                   |
|                                                   | _______2_______ Chris Vermeulen Suzuki 2:01.381   |                                                   |
|                                                   |                                                   | _______3_______ Valentino Rossi Yamaha 2:01.695   |
| _______4_______ Olivier Jacque Kawasaki 2:01.709  |                                                   |                                                   |
|                                                   | _______5_______ Loris Capirossi Ducati 2:01.797   |                                                   |
|                                                   |                                                   | _______6_______ Marco Melandri Honda 2:02.001     |
| _______7_______ Randy de Puniet Kawasaki 2:02.443 |                                                   |                                                   |
|                                                   | _______8_______ Daniel Pedrosa Honda 2:02.776     |                                                   |
|                                                   |                                                   | _______9_______ John Hopkins Suzuki 2:02.932      |
| _______10_______ Alex Barros Ducati 2:03.025      |                                                   |                                                   |
|                                                   | _______11_______ Alex Hofmann Ducati 2:03.920     |                                                   |
|                                                   |                                                   | _______12_______ Shinya Nakano Honda 2:04.185     |
| _______13_______ Nicky Hayden Honda 2:04.353      |                                                   |                                                   |
|                                                   | _______14_______ Carlos Checa Honda 2:04.971      |                                                   |
|                                                   |                                                   | _______15_______ Toni Elias Honda 2:05.592        |
| _______16_______ Colin Edwards Yamaha 2:06.254    |                                                   |                                                   |
|                                                   | _______17_______ Sylvain Guintoli Yamaha 2:06.426 |                                                   |
|                                                   |                                                   | _______18_______ Kenny Roberts Jr KR212V 2:06.660 |
| _______19_______ Kurtis Roberts KR212V 2:07.571   |                                                   |                                                   |
|                                                   | _______20_______ Makoto Tamada Yamaha 2:09.080    |                                                   |
| ------------------------------------------------- | ------------------------------------------------- | ------------------------------------------------- |

### Závod
| Pos | #  | Jezdec           | Stroj    | Kola | Čas       | Rošt | Body |
| --- | -- | ---------------- | -------- | ---- | --------- | ---- | ---- |
| 1   | 46 | Valentino Rossi  | Yamaha   | 23   | 42:42.385 | 3    | 25   |
| 2   | 26 | Daniel Pedrosa   | Honda    | 23   | +3.074    | 8    | 20   |
| 3   | 27 | Alex Barros      | Ducati   | 23   | +5.956    | 10   | 16   |
| 4   | 26 | Casey Stoner     | Ducati   | 23   | +6.012    | 1    | 13   |
| 5   | 21 | John Hopkins     | Suzuki   | 23   | +13.244   | 9    | 11   |
| 6   | 24 | Toni Elias       | Honda    | 23   | +19.255   | 15   | 10   |
| 7   | 65 | Loris Capirossi  | Ducati   | 23   | +19.646   | 5    | 9    |
| 8   | 71 | Chris Vermeulen  | Suzuki   | 23   | +22.810   | 2    | 8    |
| 9   | 33 | Marco Melandri   | Honda    | 23   | +22.837   | 6    | 7    |
| 10  | 1  | Nicky Hayden     | Honda    | 23   | +24.413   | 13   | 6    |
| 11  | 66 | Alex Hofmann     | Ducati   | 23   | +24.781   | 11   | 5    |
| 12  | 5  | Colin Edwards    | Yamaha   | 23   | +28.001   | 16   | 4    |
| 13  | 56 | Shinya Nakano    | Honda    | 23   | +36.733   | 12   | 3    |
| 14  | 50 | Sylvain Guintoli | Yamaha   | 23   | +45.098   | 17   | 2    |
| 15  | 6  | Makoto Tamada    | Yamaha   | 23   | +45.145   | 20   | 1    |
| 16  | 19 | Olivier Jacque   | Kawasaki | 23   | +45.217   | 4    |      |
| 17  | 10 | Kenny Roberts Jr | KR212V   | 23   | +1:27.222 | 19   |      |
| Ret | 7  | Carlos Checa     | Honda    | 9    | Nehoda    | 14   |      |
| Ret | 80 | Kurtis Roberts   | KR212V   | 3    | Porucha   | 19   |      |
| Ret | 14 | Randy de Puniet  | Kawasaki | 1    | Nehoda    | 7    |      |

### Zajímavosti
Valentino Rossi zde vyhrál pošesté za sebou(2002–2007).
Alex Barros vystoupil poprvé na stupně vítězů od GP Velké Británie 2005.
Olivier Jacque ukončil svou závodní kariéru.

### Průběžná klasifikace jezdců a týmů
| Pos | #  | Jezdec          | Stroj  | Body |
| --- | -- | --------------- | ------ | ---- |
| 1   | 27 | Casey Stoner    | Ducati | 115  |
| 2   | 46 | Valentino Rossi | Yamaha | 106  |
| 3   | 26 | Daniel Pedrosa  | Honda  | 82   |
| 4   | 33 | Marco Melandri  | Honda  | 68   |
| 5   | 71 | Chris Vermeulen | Suzuki | 63   |
| 6   | 21 | John Hopkins    | Suzuki | 59   |
| 7   | 65 | Loris Capirossi | Ducati | 47   |
| 8   | 24 | Toni Elias      | Honda  | 45   |
| 9   | 4  | Alex Barros     | Ducati | 43   |
| 10  | 5  | Colin Edwards   | Yamaha | 39   |

| Pos | Tým                  | Továrna  | Body |
| --- | -------------------- | -------- | ---- |
| 1   | Ducati Marlboro Team | Ducati   | 162  |
| 2   | Fiat Yamaha Team     | Yamaha   | 140  |
| 3   | Rizla Suzuki MotoGP  | Suzuki   | 122  |
| 4   | Repsol Honda Team    | Honda    | 118  |
| 5   | Honda Gresini        | Honda    | 113  |
| 6   | Pramac D´Antin       | Ducati   | 78   |
| 7   | Kawasaki Racing Team | Kawasaki | 28   |
| 8   | Dunlop Yamaha Tech 3 | Yamaha   | 26   |
| 9   | Honda LCR            | Honda    | 20   |
| 10  | Konica Minolta Honda | Honda    | 18   |
| 11  | Team Roberts         | KR212V   | 4    |

| Pos | Továrna  | Body |
| --- | -------- | ---- |
| 1   | Ducati   | 118  |
| 2   | Honda    | 109  |
| 3   | Yamaha   | 106  |
| 4   | Suzuki   | 82   |
| 5   | Kawasaki | 28   |
| 6   | KR212V   | 4    |

## 250 cc

### Kvalifikace
| *                                                 | *                                                 | *                                                   | *                                                |
| _______1_______ Alvaro Bautista Aprilia 1:57.435  |                                                   |                                                     |                                                  |
|                                                   | _______2_______ Andrea Dovizioso Honda 1:57.923   |                                                     |                                                  |
|                                                   |                                                   | _______3_______ Shuhei Aoyama Honda 1:58.874        |                                                  |
|                                                   |                                                   |                                                     | _______4_______ Thomas Lüthi Aprilia 1:58.971    |
| _______5_______ Alex de Angelis Aprilia 1:59.107  |                                                   |                                                     |                                                  |
|                                                   | _______6_______ Hector Barbera Aprilia 1:59.449   |                                                     |                                                  |
|                                                   |                                                   | _______7_______ Hiroshi Aoyama KTM 1:59.455         |                                                  |
|                                                   |                                                   |                                                     | _______8_______ Mika Kallio KTM 1:59.792         |
| _______9_______ Anthony West Aprilia 2:00.022     |                                                   |                                                     |                                                  |
|                                                   | _______10_______ Julian Simon Honda 2:00.237      |                                                     |                                                  |
|                                                   |                                                   | _______11_______ Imre Toth Aprilia 2:00.417         |                                                  |
|                                                   |                                                   |                                                     | _______12_______ Alex Baldolini Aprilia 2:00.813 |
| _______13_______ Marco Simoncelli Gilera 2:00.876 |                                                   |                                                     |                                                  |
|                                                   | _______14_______ Karel Abraham Aprilia 2:01.529   |                                                     |                                                  |
|                                                   |                                                   | _______15_______ Roberto Locatelli Gilera 2:01.985  |                                                  |
|                                                   |                                                   |                                                     | _______16_______ Dirk Heidolf Aprilia 2:02.175   |
| _______17_______ Omar Menghi Aprilia 2:04.693     |                                                   |                                                     |                                                  |
|                                                   | _______18_______ Jules Cluzel Aprilia 2:05.061    |                                                     |                                                  |
|                                                   |                                                   | _______19_______ Ratthapark Wilairot Honda 2:05.511 |                                                  |
|                                                   |                                                   |                                                     | _______20_______ Jorge Lorenzo Aprilia 2:07.987  |
| _______21_______ Eugene Laverty Honda 2:09.297    |                                                   |                                                     |                                                  |
|                                                   | _______22_______ Aleix Espargaro Aprilia 2:10.810 |                                                     |                                                  |
|                                                   |                                                   | _______23_______ Arturo Tizon Aprilia 2:11.127      |                                                  |
|                                                   |                                                   |                                                     | _______24_______ Fabrizio Lai Aprilia 2:11.161   |
| _______25_______ Thomas Tallevi Yamaha 2:12.495   |                                                   |                                                     |                                                  |
|                                                   | _______26_______ Taro Sekiguchi Aprilia 2:14.749  |                                                     |                                                  |
|                                                   |                                                   | _______27_______ Yuki Takahashi Honda 2:24.976      |                                                  |
| ------------------------------------------------- | ------------------------------------------------- | --------------------------------------------------- | ------------------------------------------------ |

### Závod
| Pos | #  | Jezdec              | Stroj   | Kola | Čas       | Rošt | Body |
| --- | -- | ------------------- | ------- | ---- | --------- | ---- | ---- |
| 1   | 19 | Alvaro Bautista     | Aprilia | 21   | 40:18.605 | 1    | 25   |
| 2   | 3  | Alex de Angelis     | Aprilia | 21   | +0.087    | 5    | 20   |
| 3   | 80 | Hector Barbera      | Aprilia | 21   | +7.665    | 6    | 16   |
| 4   | 34 | Andrea Dovizioso    | Honda   | 21   | +7.751    | 2    | 13   |
| 5   | 12 | Thomas Lüthi        | Aprilia | 21   | +27.267   | 4    | 11   |
| 6   | 73 | Shuhei Aoyama       | Honda   | 21   | +27.522   | 3    | 10   |
| 7   | 60 | Julian Simon        | Honda   | 21   | +27.774   | 10   | 9    |
| 8   | 1  | Jorge Lorenzo       | Aprilia | 21   | +32.238   | 20   | 8    |
| 9   | 58 | Marco Simoncelli    | Gilera  | 21   | +51.455   | 13   | 7    |
| 10  | 14 | Anthony West        | Aprilia | 21   | +1:04.308 | 9    | 6    |
| 11  | 55 | Yuki Takahashi      | Honda   | 21   | +1:04.318 | 27   | 5    |
| 12  | 41 | Aleix Espargaro     | Aprilia | 21   | +1:04.462 | 22   | 4    |
| 13  | 32 | Fabrizio Lai        | Aprilia | 21   | +1:04.556 | 24   | 3    |
| 14  | 25 | Alex Baldolini      | Aprilia | 21   | +1:04.570 | 12   | 2    |
| 15  | 44 | Taro Sekiguchi      | Aprilia | 21   | +1:05.162 | 26   | 1    |
| 16  | 17 | Karel Abraham       | Aprilia | 21   | +1:10.583 | 14   |      |
| 17  | 28 | Dirk Heidolf        | Aprilia | 21   | +1:10.587 | 16   |      |
| 18  | 15 | Roberto Locatelli   | Gilera  | 21   | +1:20.650 | 15   |      |
| 19  | 16 | Jules Cluzel        | Aprilia | 21   | +1:20.921 | 18   |      |
| 20  | 50 | Eugene Laverty      | Honda   | 21   | +1:21.282 | 21   |      |
| 21  | 4  | Hiroshi Aoyama      | KTM     | 21   | +1:46.776 | 7    |      |
| 22  | 10 | Imre Toth           | Aprilia | 21   | +1:54.965 | 11   |      |
| 23  | 9  | Arturo Tizon        | Honda   | 20   | +1 kolo   | 23   |      |
| 24  | 65 | Thomas Tallevi      | Yamaha  | 20   | + 1 kolo  | 25   |      |
| Ret | 64 | Omar Menghi         | Aprilia | 19   | Porucha   | 17   |      |
| Ret | 36 | Mika Kallio         | KTM     | 2    | Porucha   | 8    |      |
| Ret | 8  | Ratthapark Wilairot | Honda   | 0    | Porucha   | 19   |      |

### Průběžná klasifikace jezdců a továren
| Pos | #  | Jezdec           | Stroj   | Body |
| --- | -- | ---------------- | ------- | ---- |
| 1   | 1  | Jorge Lorenzo    | Aprilia | 128  |
| 2   | 34 | Andrea Dovizioso | Honda   | 101  |
| 3   | 3  | Alex de Angelis  | Aprilia | 95   |
| 4   | 19 | Alvaro Bautista  | Aprilia | 89   |
| 5   | 80 | Hector Barbera   | Aprilia | 63   |
| 6   | 60 | Julian Simon     | Honda   | 46   |
| 7   | 12 | Thomas Lüthi     | Aprilia | 43   |
| 8   | 73 | Shuhei Aoyama    | Honda   | 32   |
| 9   | 58 | Marco Simoncelli | Gilera  | 31   |
| 10  | 36 | Mika Kallio      | KTM     | 30   |

| Pos | Továrna | Body |
| --- | ------- | ---- |
| 1   | Aprilia | 145  |
| 2   | Honda   | 101  |
| 3   | KTM     | 40   |
| 4   | Gilera  | 34   |